# بدرود خوشگل من
بدرود خوشگل من (انگلیسی: Farewell, My Lovely) فیلمی در ژانر جنایی، نئو نوآر و مهیج به کارگردانی دیک ریچاردز و بازی رابرت میچام است که در سال ۱۹۷۵ منتشر شد.

## بازیگران
- رابرت میچام
- شارلوت رمپلینگ
- جان آیرلند
- سیلویا میلز
- هری دین استنتون
- جک اوهالوران